# Orani (Bataan)
Orani ist eine philippinische Stadtgemeinde in der Provinz Bataan. Sie hat 66.909 Einwohner (Zensus 1. August 2015). Der Bataan-Nationalpark und der Berg Natib liegen im Südwesten der Gemeinde.

## Baranggays
Orani ist politisch unterteilt in 29 Baranggays.
| - Bagong Paraiso (Pob.) - Balut (Pob.) - Bayan (Pob.) - Calero (Pob.) - Paking-Carbonero (Pob.) - Centro II (Pob.) - Dona - Kaparangan - Masantol - Mulawin - Pag-asa - Palihan (Pob.) - Pantalan Bago (Pob.) - Pantalan Luma (Pob.) - Parang Parang (Pob.) | - Centro I (Pob.) - Sibul - Silahis - Tala - Talimundoc - Tapulao - Tenejero (Pob.) - Tugatog - Wawa (Pob.) - Apollo - Kabalutan - Maria Fe - Puksuan - Tagumpay |